# تاريخ الموسيقى
تاريخ الموسيقى هو منهج دراسي يدرس على نطاق واسع لتعليم الموسيقى وتاريخها في أمريكا الشمالية، ويتألف من عدة أجزاء ومراحل وهي:

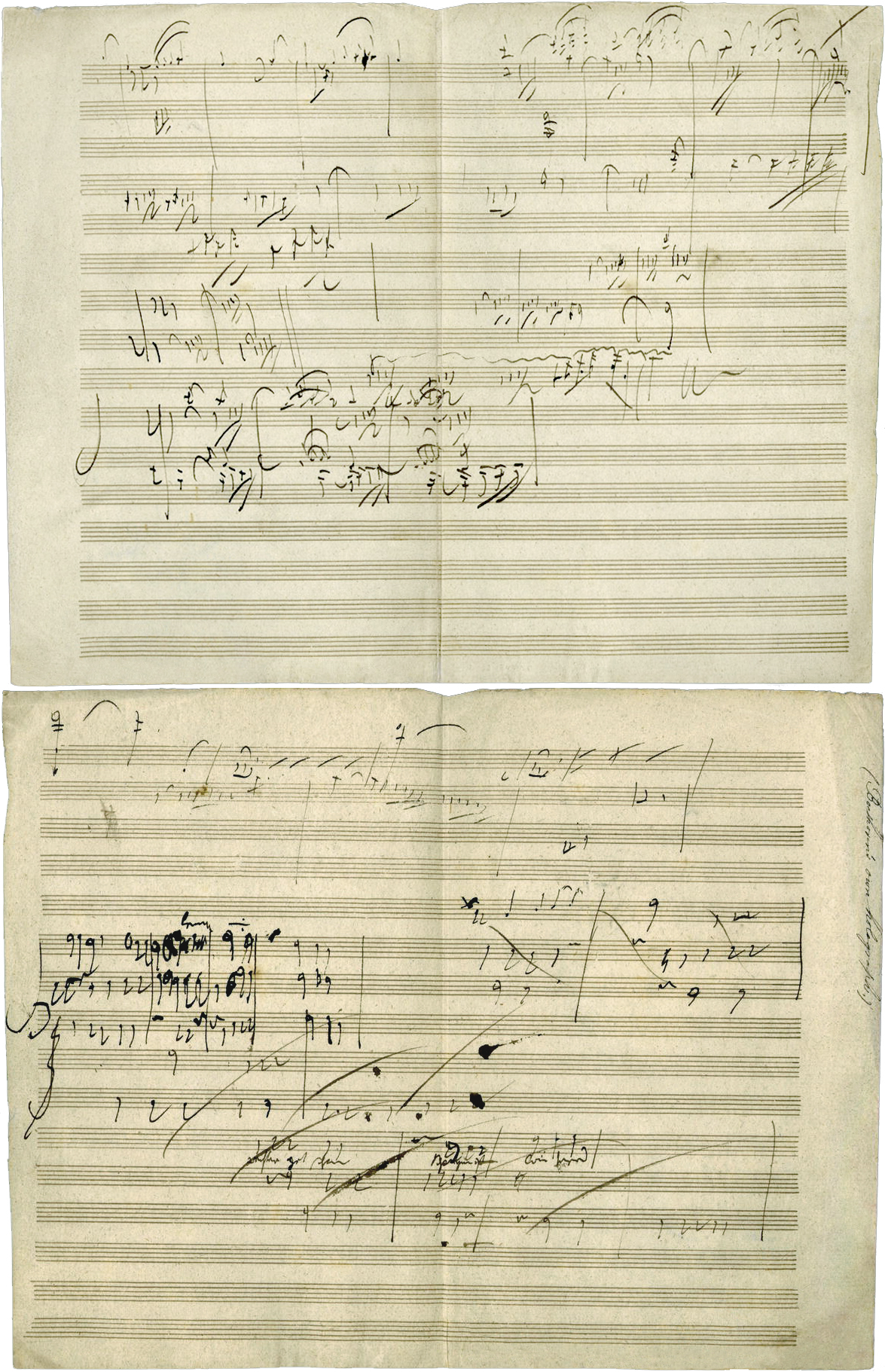
250pxنوتة بيتهوفن للصوناتة رقم 28 للبيانو.

## الموسيقى والتاريخ
ويسمى أحيانًا الموسيقى التاريخية، هو عبارة عن تعليمات شديدة التباين في طريقة الأداء الموسيقي من انضباط ومتابعة وصياغة، وفي هذا القسم تدرس الموسيقى على أنها ليست فقط تكوين، لحن وأداء وإنما هي أيضًا تاريخ له واقع وله نقد على مر الزمن، حيث يدرس في هذا القسم نبذة عن حياة الموسيقي وأعماله وتاريخه ونجاحاته.، مثل دراسة ونقد (كونشيرتو الباروك)، وبعدها يأتي قسم (الموسيقى في المحكمة) ويتكلم عن الوظيفة الاجتماعية، أو أساليبه في الأداء كمثل أداء يوهان سباستيان باخ ، «الموسيقى والتاريخ» ويتم أيضًا في هذا القسم دراسة تأريخ أنواع مختلفة من الموسيقى العالمية. ويصنف هذا القسم بقسم الدراسات الإثنية أو الثقافية،(ethnographically.)

## أساليب الموسيقى والتاريخ
وتشمل دراسة المصادر، وفقه اللغة (وخاصة النقد النصي)، وأسلوب النقد، والتأريخ (كاختيار الأسلوب التاريخي)، والتحليل الموسيقي، واتقان صناع التماثيل.و تطبيق التحليل الموسيقي وجمعه على هذا الشكل ليحقق الاهداف التي يذكرها قسم الموسيقة التاريخية وليس لكي يعطي نوع راق ومهم من الموسيقى وانما هنا فقط يدرس نقده وتاريخه..

## التربية
على الرغم من أن معظم فناني الأداء الكلاسيكي الكبار منهم لم يكن يملكون إلا الأدوات التقليدية للعزف والكثير منهم لم يحصلوا على التعليم والدراسة العليا أو دراسة تاريخ الموسيقى المدرس حاليا، إلا ان أغلب الكليات والمعاهد والمدارس الموسيقية تاجه الرسمية في كندة والولايات المتحدة الأمريكية، طنر2109متمرس هذا المنهاج وتدرب الطلاب قبل الامتحان فيها، ويختار أفضل طلاب لنيل الشهادة العلية الملكية، حيث يقسم الطلاب إلى فئتين: فئة عالية المستوى.و فئة طلاب ذات مستوى منخفض.

## السيرة الذاتية
السيرة الذاتية للدراسات الملحنين يمكن أن يعطي فكرة أفضل عن التسلسل الزمني للتكوين، ويؤثر على نمط الأعمال، وتوفير معلومات أساسية هامة لتفسير (من قبل الفنانين أو المستمعين) للأعمال.وبذلك يمكن أن تشكل جزءا من دراسة أكبر من الأهمية الثقافية، والبرامج التي تقوم عليها، أو من جدول الأعمال.

## دراسات علم الاجتماع
وهو التركيز على وظيفة الموسيقى في المجتمع، فضلا عن معناها بالنسبة للأفراد والمجتمع ككل، ويعطي صورة عن حياة الموسيقي العادية مع محيطه الاجتماعي.
ان أول دراسة لتاريخ الموسيقى الغربية تعود إلى منتصف القرن الثامن عشر تمت من قبل مارتيني حيث نشر ثلاث مجلدات كتب أول مجلد بين عامي 1757و1781 وكان بعنوان (ستوريا ديلا موزيكا) Storia de elmúsica، اأ قصة الموسيقى..و نشر المجلد الثاني عن تاريخ الموسيقى بعنوان الموسيقى المقدسة(Cantù música de sacra) في عام 1774.música sacra.
وفي بين عام 1800 و1950، أي في القرن التاسع عشر والقرن العشرين، عمل يوهانز وولف وغيره دراسات وابحاث متقدمة عن الموسيقى في القرون الوسطى وبداية عصر النهضة وطوروا الدراسة عن تاريخ الموسيقى.
منهاج تاريخ الموسيقى يستبعد في تدريسه الضوابط المتطورة في صناعة الموسيقة التي تعتمد على استعمال التكنلوجية الحديثة كالحاسوب وغيره لانه يبعد الموسيقى عن صلتها بالطبيعة ويفقد الابداع عند الموسيقي الجيد. وأيضا يستبعد الموسيقى الشعبية التي لها طابع يختلف عن الموسيقى الكلاسيكية
.